# Novembre 2001

## Samedi3 novembre 2001
- En Afghanistan, le journaliste français Michel Peyrard est libéré par les talibans après vingt-cinq jours de détention.

## Dimanche4 novembre 2001
- À Londres, à l'invitation du premier ministre Tony Blair, réunion de travail réunissant neuf chefs d'État et de gouvernement de l'Europe, et consacré à l'Afghanistan et à la lutte antiterroriste.
- Au Nicaragua, l'élection présidentielle est remportée par le libéral Enrique Bolanos sur l'ancien président sandiniste Daniel Ortega.

## Lundi5 novembre 2001
- En France : 
  - Prix Goncourt à Rouge Brésil de Jean-Christophe Rufin (éditions Gallimard).
  - Prix Renaudot à Céleste de Martine Le Coz (éditions du Rocher).

## Mardi6 novembre 2001
- En Corse examen par le sénat du projet de loi sur le nouveau statut de l'île, voté le 22 mai, en première lecture par l'Assemblée Nationale. Les Sénateurs réécrivent largement le texte qu'ils votent le 8.
- À Madrid, attentat à la voiture piégée, attribué à l'ETA : 95 civils blessés.
- À New York, l'élection municipale est remportée par le milliardaire républicain Michael Bloomberg sur le démocrate Mark Green avec 51 % des voix.

## Mercredi7 novembre 2001
- En France :
  - Un automobiliste qui venait de griller un feu rouge à Saint-Ouen (Seine-Saint-Denis) tire à coups de pistolet contre les policiers qui voulaient l'arrêter et en blesse deux grièvement par balles. Il s'agit d'un Algérien faisant l'objet d'un interdiction de séjour du territoire français.
  - Manifestations des policiers les 10, 17, 21 et 22 novembre, contre la faiblesse de leurs moyens face à l'insécurité toujours grandissante, contrairement aux chiffres officiels. La colère des policiers serait approuvée par 90 % de l'opinion publique et inquiète le gouvernement dans ses aspects politiques en vue des prochaines élections.
  - Premier vol commercial d'un Concorde entre l'aéroport Roissy-Charles-de-Gaulle et l'aéroport international John-F.-Kennedy à New York, depuis la catastrophe aérienne du 25 juillet 2000.
- La compagnie aérienne belge Sabena est déclarée en faillite.
- Visite officielle du président pakistanais à Paris (jusqu'au 8), à Washington le 9, à New York les 10 et 11, où il accompagne la président George W. Bush à l'Assemblée générale de l'ONU.
- La Chine a fêté dignement les 70 ans de son agence de presse Chine nouvelle (Xinhua) qui rayonne depuis son immeuble moderne sur 105 pays du monde et 6 bureaux régionaux. Elle emploie 8400 personnes et ses informations sont diffusées en 7 langues et l'internet. C'est aussi la tête d'un important conglomérat de l'information.

## Vendredi9 novembre 2001
- En France, le terroriste Mohammed Chalabi, un des responsables d'un réseau de soutien au GIA, arrêté en 1994, condamné en 1999, à huit ans de prison et à une interdiction définitive du territoire français, est expulsé vers l'Algérie.
- En Afghanistan, L'Alliance du Nord prend la ville de Mazar-i-Charif.
- Du 9 au 14 novembre, 4e sommet de l'OMC (Organisation mondiale du commerce) à Doha au Qatar. La Chine adhère officiellement à l'Organisation mondiale du commerce (OMC) le 10 novembre.

## Samedi10 novembre 2001
- En France, à Paris, manifestation de plusieurs milliers d'officiers de police.
- La Chine adhère officiellement à l'OMC. Cette adhésion préparée depuis quinze ans consacre le formidable bond en avant effectué par l'économie chinoise depuis vingt ans, en se convertissant au libre-échange.
  - Depuis 1980, son PIB s'est accru en moyenne de 9 % par an et son commerce extérieur a enregistré une croissance annuelle moyenne de 15 %.
  - L'entrée de la Chine dans l'OMC va permettre de lever les barrières douanières et tarifaires qui protègent encore le marché chinois et ses 1300 millions d'habitants avec des besoins colossaux.
- En Algérie, de graves inondations (759 morts, dont 706 à Alger) démontre l'incurie des autorités algériennes.

## Dimanche11 novembre 2001
- En Bulgarie, premier tour de l’élection présidentielle opposant le président sortant, Petar Stoyanov, au chef du Parti socialiste bulgare (ex-Parti communiste), Gueorgui Parvanov qui l'emportera au second tour.
- En Afghanistan, trois reporters européens sont tués dans une embuscade. Il s'agit de la française Johanne Sutton de la télévision RFO, du français Pierre Billaud de la télévision RTL9, et de l'allemand Volker Handloïk de l'hebdomadaire Stern.
- La République Française réhabilite les poilus de 14-18 qui avaient été fusillés pour s'être insurgés contre les généraux « thanatogènes »,  et les reconnaît « enfants de la patrie », au même titre que tous les autres poilus. Leurs noms, jusque là bannis, pourront désormais être inscrits parmi ceux de tous les morts de  « la der-des-der ».

## Lundi12 novembre 2001
- En France : nouveau procès en appel devant la cour d'assises de Paris, de Magali Guillemot condamnée en novembre 2000, à quinze ans de réclusion criminelle pour mauvais traitements ayant entraîné la mort de son fils Lubin, âgé de quelques semaines en 1994. Elle est cette fois condamnée à dix ans.
- À New York, le vol 587 d'American Airlines perd un réacteur et s'écrase quelques minutes après son décollage de l'aéroport international John-F.-Kennedy, sur le quartier du Queens aucun survivant parmi les deux cent soixante passagers et membres d'équipage et cinq disparus au sol.
- En Algérie, le président Bouteflika, venu se rendre compte des dégâts des inondations dans le quartier de Bab el-Oued, est violemment pris à partie par la foule.
- Fin de la conférence de Marrakech sur le climat, ouverte le 29 octobre : un accord est trouvé sur l'application du protocole de Kyoto sur la limitation de l'utilisation des gaz à effet de serre, mais sans les États-Unis.

## Mardi13 novembre 2001
- Prix Interallié à Sisters de Stéphane Denis.
- Décès à Paris du chroniqueur judiciaire Frédéric Pottecher à l'âge de 96 ans.
- À Washington, du 13 au 15 novembre, sommet entre les présidents George W. Bush et Vladimir Poutine, puis continuation dans le ranch texan personnel de Bush, à Crawford, près de Waco.
- En Afghanistan, les troupes de l'Alliance du Nord entrent dans Kaboul.

## Mercredi14 novembre 2001
- En France, dans l'affaire Destrade, le conseil des ministres autorise le premier ministre Lionel Jospin à être entendu comme témoin par la justice.

## jeudi15 novembre 2001
- En France, le gouvernement annonce l'implantation du futur troisième aéroport de Paris sur le canton de Chaulnes, dans la Somme.
  - 70 000 hectares de la meilleure terre picarde, vont être sacrifiés, quatre communes seront rayées de la carte, dont entièrement celle de Vermandovillers.
  - Or, cette terre fut le théâtre de terribles combats ; lors de la Première Guerre mondiale, entre le 1er juillet et le 18 novembre 1916, 1,3 million de soldats de tous pays tombèrent au champ d'honneur, reposant à jamais dans des cimetières militaires qu'il faudra profaner.
  - Plus tard, cette décision sera annulée par le gouvernement suivant.
- Le président Vladimir Poutine se rend à New York sur les lieux de l'attentat du 11 septembre.
- En Macédoine, le parlement vote une nouvelle constitution élargissant les droits de la minorité albanaise.
- L'Alliance du Nord rejette l'envoi d'une force multinationale, évoquée par le résolution 1378 du Conseil de sécurité des Nations unies, votée la veille.

## Vendredi16 novembre 2001
- le film de Harry Potter, Harry Potter à l'école des sorciers sort au cinéma et obtient un franc succès.
- En France :
  - Des éléments avancés d'un contingent français en préparation, partent de la base militaire d'Istres, pour sécuriser l'assistance humanitaire d'urgence dans la zone de Mazar-i-Charif en coordination avec les américains. Ces soldats seront bloqués en Ouzbékistan.
  - Le président Jacques Chirac appelle à « maintenir la mobilisation antiterroriste mondiale » et annonce « l'envoi d'avions de combat supplémentaires ».
  - Wikipédia en afrikaans lancée.

## Samedi17 novembre 2001
- En France :
  - Nouvelle manifestation des policiers.
  - Près de Pau, un gendarme est blessé par balles par le chauffeur d'une fourgonnette ayant forcé un barrage. La piste de l'ETA est privilégiée.
- Au Kosovo, les élections législatives sont remportées par la Ligue démocratique du Kosovo de l'Albanais Ibrahim Rugova.

## Dimanche18 novembre 2001
- En Bulgarie, au second tour de l’élection présidentielle, le président sortant, Petar Stoyanov, est battu par Gueorgui Parvanov, chef du Parti socialiste bulgare (ex-Parti communiste), qui devient donc le nouveau président de la République bulgare.
- Au Kosovo, à la suite de sa victoire aux élections législatives, Ibrahim Rugova lance un appel pour que « l'indépendance du Kosovo soit reconnue le plus vite possible ».
- À Moscou, début de négociations entre Akhmed Zakaïev, représentant du chef des rebelles tchétchènes, Aslan Maskhadov, et le général Viktor Kazantsev, représentant du gouvernement russe.

## Lundi19 novembre 2001
- En France :
  - Dans l'affaire Destrade, le premier ministre Lionel Jospin est entendu dans son domicile privé par le juge Thierry Pons.
  - Le PDG de Bull, Guy de Panafieu est poussé à la démission. En 20 ans l'entreprise au bord de la faillite a connu 5 présidents, et n'est sauvé que par une nouvelle avance de l'État de 100 millions d'euros. En trente ans les gouvernements ont dépensé plus de 100 milliards de francs sous diverses formes pour soutenir Bull. Il s'agit d'une nouvelle faillite de l'État actionnaire.
  - En Corse, Ouverture du procès de l'Affaire des paillotes à Ajaccio. Le principal prévenu, l'ancien préfet Christian Bonnet met en cause les « barbouzes de Matignon ».
  - L'espagnol Francisco Arce Montes, auteur présumé du viol et du meurtre de la petite Caroline Dickinson, le 18 juillet 1996, à Pleine-Fougères en Ille-et-Vilaine, extradé, arrive en France, et est incarcéré à la prison de Fleury-Mérogis.
- En Afghanistan :
  - 4 autres reporters sont tués dans une embuscade entre Kaboul et Djalalabad. Il s'agit d'une italienne, d'un espagnol, d'un australien et d'un afghan. Cette tuerie fait suite à celle du 11 novembre lors de laquelle 3 autres reporters avaient trouvé la mort.
  - Les soldats français parti d'Istres le 16 novembre sont bloqués sur la base de Karchi Khanabad en Ouzbékistan, attendant l'autorisation de pénétrer en Afghanistan.

## Mardi20 novembre 2001
- Au Danemark, les élections législatives anticipées sont remportées par l'opposition de centre-droit, dirigée par le libéral Anders Fogh Rasmussen. 
  - Avec 12 % des voix, le Parti chrétien de peuple (formation identitaire) de Pia Kjaersgaard, devient la troisième force politique du pays.
- En Algérie, attentat à la bombe à la gare routière d'Alger : une centaine de blessés.

## Mercredi21 novembre 2001
- En France, nouvelle manifestation des policiers et une autre manifestation de femmes de gendarmes à Paris.
- À Oxford dans le Connecticut, Ottilie Lundgren, âgée de 94 ans, est la cinquième victime qui meurt des suites de la maladie du charbon.
- La municipalité de New York annonce que le nombre de morts et de disparus, lors de l'attentat du 11 septembre, doit être ramené de 5000 à 3900 (dont 64 morts confirmés).

## jeudi22 novembre 2001
- Nouvelle manifestation des policiers.
- En Algérie, du 22 au 23 novembre, une série d'attentats tuent 11 personnes et en blessent 15 autres.

## Vendredi23 novembre 2001
- À Nantes, 74e sommet franco-allemand consacré à l'Afghanistan et à l'avenir constitutionnel de l'Union européenne.
- Dans le Pays basque espagnol, l'ETA, assassine deux policiers (dont une femme) à Beasain.
- Le Tribunal pénal international pour l'ex-Yougoslavie de La Haye, inculpe l'ancien président de la Yougoslavie, Slobodan Milošević de génocide pour la guerre de Bosnie-Herzégovine entre 1992 et 1995.
- En Cisjordanie
  - Près de Naplouse, l'armée israélienne, réussit un « assassinat ciblé » et tue un des responsables du Hamas, Mahmoud Abou Hanoud.
  - À Gaza, un adolescent est tué par l'armée israélienne au cours des obsèques de 5 enfants palestiniens, déchiquetés la veille par un engin piégé.

## Samedi24 novembre 2001
- En France, nouvelle manifestation de femmes de  gendarmes à Grenoble.
- En Afghanistan :
  - La ville de Kunduz capitule, c'était le dernier fief des talibans dans le nord du pays.
  - Pendant 2 jours, grande mutinerie de près d'un millier de prisonniers pro-talibans au fort de Qala-e-Jhangi, près de Mazar-i-Charif. Ils sont écrasés avec l'appui des américains avec un bilan de près de 600 mutins tués.
- À Jénine, une cinquantaine de milliers de Palestiniens crient vengeance au cours des funérailles du chef du Hamas tué la veille par l'armée israélienne.

## Dimanche25 novembre 2001
- La société américaine Advanced Cell Technology annonce avoir réalisé, le 13 octobre dernier, une avancée en biotechnologie : un clonage d'embryon humain à des fins thérapeutique.
- En Afghanistan, au sud-ouest de Kandahar, dernier bastion des talibans, les américains commencent à déployer du matériel lourd et plusieurs centaines de marines (un millier le 30),
- Incursion de Tsahal au nord de Gaza, en territoire autonome palestinien.
- Rallye : Richard Burns (Grande-Bretagne) remporte le titre de champion du monde de rallye.

## Lundi26 novembre 2001
- En France, Du 26 au 28 novembre, procès devant le tribunal correctionnel de Paris du général Paul Aussaresses, poursuivi pour « complicité d'apologie de crimes de guerre » dans son dernier livre.
- En Afghanistan, dans la nuit du 26 au 27 novembre, un nouveau reporter de la télévision suédoise TV4 est tué à Taloqan. Ce meurtre fait suite aux embuscades du 11 et 19 novembre.
- Arrivée en Israël, des deux émissaires américains, William Burns et Anthony Zinni.
  - Peu après, un attentat-suicide palestinien au point de passage d'Erez blesse deux gardes-frontières israéliens.

## Mardi27 novembre 2001
- En France, pendant 2 jours, examen en deuxième lecture par l'Assemblée nationale du projet de loi sur le nouveau statut de la Corse. L'article permettant à l'île de déroger à la loi Littoral est rejeté. Les députés de l'opposition qui l'avaient approuvé en première lecture ont changé d'avis sous le motif que la reprise de la violence a rendu caduc le processus de Matignon.
  - Depuis décembre 1999, il y a eu en Corse : 110 attentats et 21 assassinats.
- Prix de la Fondation Napoléon à Dominique de Villepin pour Les cent jours (éd. Perrin), et à Jean des Cars pour L'impératrice Eugénie (éd. Perrin).
- Au château de Petersberg à Bonn en Allemagne, ouverture de la conférence inter-afghane de réconciliation, réunissant sous l'égide de l'ONU, les 4 parties afghanes pour un total de 28 délégués.
- La découverte d'une nouvelle planète géante est annoncée par deux astronomes américains. Elle est située dans la constellation de Pégase à 153 années-lumière de la Terre, et elle est dotée d'une atmosphère (air à 1200 °C)
- Israël-Palestine :
  - L'armée israélienne se retire de Djénine qu'elle occupait depuis le 18 octobre. Elle maintient cependant le bouclage.
  - Deux Palestiniens ouvrent le feu sur des passants à Afoula dans le nord d'Israël et font 2 morts et 36 blessés avant d'être abattus.
  - À Gaza, un Palestinien tire sur un autobus transportant des colons juifs et fait 1 mort et 2 blessés avant d'être abattu.

## Mercredi28 novembre 2001
- En France :
  - Dans la région de Pau, après l'incident du 17 novembre, un autre gendarme est grièvement blessé par balles lors d'un contrôle de routine. La piste de l'ETA se confirme.
  - La Cour de cassation confirme sa jurisprudence Perruche du 17 novembre 2000 faisant droit à un enfant handicapé d'être indemnisé du « préjudice d'être né d'une faute médicale ». Cet arrêt va soulever un débat de société.

## Jeudi29 novembre 2001
- En France, table ronde entre les représentants des syndicats de policiers et le ministre de l'intérieur Daniel Vaillant. Signature d'un accord prévoyant d'allouer 400 millions de francs supplémentaires dans le budget 2002.
- À Londres, 24e sommet franco-britannique, avec comme sujet principal : l'Afghanistan.
- Attentat-suicide palestinien, dans un autobus, au nord de Tel-Aviv : 3 Israéliens tués.
- Décès à Los Angeles, du guitariste des Beatles, George Harrison à l'âge de 58 ans.

## Vendredi30 novembre 2001
- En Corse, dans le procès de l'Affaire des paillotes, sont entendus comme témoins : l'ancien ministre de l'Intérieur, Jean-Pierre Chevènement et Alain Christnacht et Clotilde Valter, deux conseillers du premier ministre Lionel Jospin.

## Naissances
- 1 novembre : Oskar Fallenius, footballeur suédois
- 7 novembre : RK, rappeur français
- 8 novembre :
  - Avani Lekhara, tireuse handisport indienne
  - Jiří Lehečka, joueur de tennis tchèque
  - Nafisa Sheripboeva, judokate handisport ouzbèke
- 14 novembre : Quilindschy Hartman, footballeur néerlandais
- 15 novembre : Juan Manuel Cerúndolo, joueur de tennis argentin
- 16 novembre : Mialitiana Clerc, skieuse alpine malgacho-française
- 20 novembre : Fatima Zahra Benzekri, coureuse cycliste marocaine
- 21 novembre : Matisse Samoise, footballeur belge
- 22 novembre : Molly Jackson, actrice et activiste américaine
- 25 novembre : Edward Zakayo, athlète kényan
- 27 novembre : Aimar Oroz, footballeur espagnol
- 30 novembre : Jordán Carrillo, footballeur mexicain

## Décès
- 5 novembre : Jeannette Thorez-Vermeersch, femme politique française (° 26 novembre 1910).
- 13 novembre : Frédéric Pottecher, chroniqueur judiciaire français (° 11 juin 1905).
- 16 novembre : Tommy Flanagan, pianiste et jazzman américain (° 16 mars 1930).
- 23  novembre : Vendramino Bariviera, coureur cycliste italien (° 25 octobre 1937).
- 24 novembre : Eddy Meeùs fondateur du parc Walibi (° 15 décembre 1925).
- 26 novembre : Seiken Shukumine, fondateur du Gensei-Ryu (° 9 décembre 1925).
- 29 novembre : George Harrison, musicien et ancien membre des Beatles (° 25 février 1943).
- 30 novembre : Annibale Brasola, coureur cycliste italien  (° 16 juin 1925).